# Zeferino Norberto Gonçalves Brandão
Zeferino Norberto Gonçalves Brandão (Santa Comba Dão, 12 de Fevereiro de 1842 - 1910) foi um escritor e militar português, Major, General de Brigada e Governador da Torre de São Julião. 

## Relações Familiares
Casou com D. Francisca Emília do Canto Barcelos Carvalhal (1850 -?), filha de Francisco de Paula de Barcelos Machado de Bettencourt, de quem teve:
1. Maria do Ó de Barcelos e Canto do Carvalhal Brandão casou com Francisco Soares Parente
2. Maria Guilhermina de Barcelos Carvalhal Machado Brandão (16 de Junho de 1874 -?) casou com José de Bettencourt da Silveira e Ávila Júnior.

1. Maria Isabel do Canto Barcelos Brandão (n. a 14.10.1884 em Santarém e f. a 15.4.1914 em S. Simão, Vila Fresca de Azeitão, Setúbal) casou (a 6.6.1910 em S. Vicente de Fora, Lisboa) com D. Rodrigo de Sousa, 4º Conde do Rio Pardo, (n. a 11.12.1878 em S. José, Lisboa, e f. a 9.8.1952 em S. Simão, Vila Fresca de Azeitão, Setúbal); sem geração.

## Principais Obras
- Páginas íntimas: versos da juventude (1875)
- Monumentos e lendas de Santarém (1883)
- A Marquesa de Tomar: notas biográficas (1885)
- Pêro da Covilhã: Episódio Romântico do século XV (1897) (eBook)
- Viagens: Bélgica (1891)
- O Marquês de Pombal: documentos inéditos (1905)
- Glórias Militares Portuguesas (1907)

Colaboração na revista A Arte Musical  (1898-1915)